# Chionaema divacara
Chionaema divacara là một loài bướm đêm thuộc phân họ Arctiinae, họ Erebidae.